# Margot Friedländer Stiftung

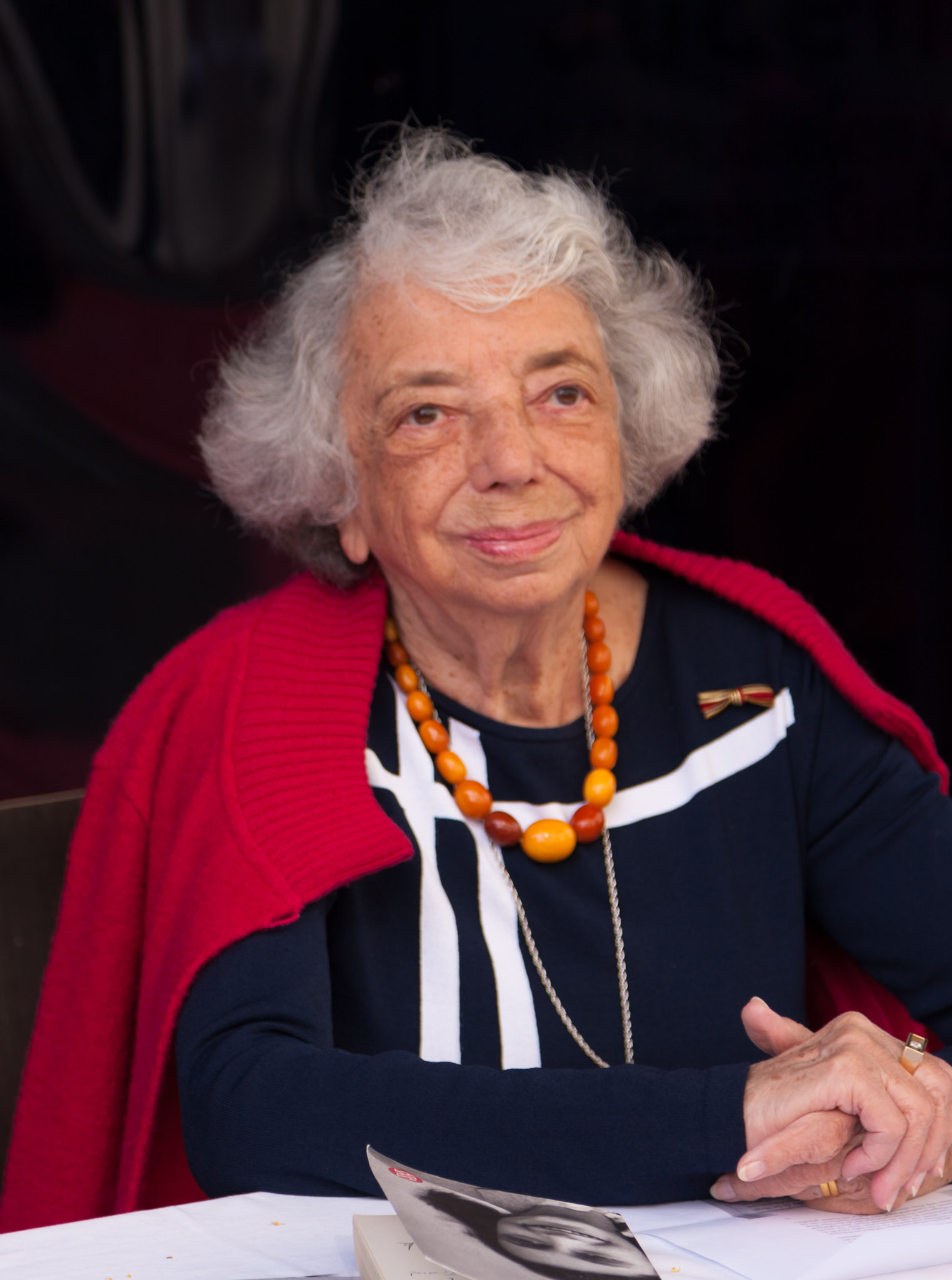
Margot Friedländer 2012, Stifterin

Die Margot-Friedländer-Stiftung (Eigenschreibweise Margot Friedländer Stiftung) ist eine im Jahr 2023 von der Holocaust-Überlebenden und Zeitzeugin Margot Friedländer gegründete Stiftung für die Zukunft der Erinnerung, eine Stiftung für Toleranz und Menschlichkeit, für Freiheit und Demokratie. In einer Zukunft ohne Zeitzeugen widmet sich ihre Stiftung dem Engagement und den Aktivitäten in diesem Sinne.

## Geschichte und Ziel
Im Sommer 2023 gründete die Holocaust-Überlebende und Zeitzeugin Margot Friedländer im Alter von 101 Jahren ihre Stiftung für die Zukunft der Erinnerung, eine Stiftung für Toleranz und Menschlichkeit, für Freiheit und Demokratie. Die Stiftung verfolgt ausschließlich gemeinnützige Zwecke und ist von der Berliner Stiftungsaufsicht anerkannt.
Margot Friedländer stellte große Teile ihres Privatvermögens als Gründungssumme dafür bereit. Bundespräsident Frank-Walter Steinmeier übernahm die Schirmherrschaft über die Stiftung.

## Margot-Friedländer-Preis
Die Stiftung zeichnet seit 2024 mit dem Margot-Friedländer-Preis Menschen aus, die sich mit Aktionen und Initiativen für Toleranz und Menschlichkeit und gegen Antisemitismus oder Demokratiefeindlichkeit einsetzen. Der Preis wird schon seit 2015 vergeben, anfangs von der Schwarzkopf-Stiftung Junges Europa.

## Vorstand und Kuratorium

### Vorstand
Folgende Mitglieder wurden von der Stifterin Margot Friedländer als ehrenamtliche Mitglieder des Vorstandes bestellt:
- Vorsitzender: Karsten Dreinhöfer, Chefarzt für Orthopädie und Unfallchirurgie bei der Medical Park Berlin Humboldtmühle sowie Professor an der Charité – Universitätsmedizin Berlin
- stellvertretende Vorsitzende: Monika Grütters, Staatsministerin a. D.
- Mathias Döpfner, Vorstandsvorsitzender Axel Springer SE
- Joachim Gauck, Bundespräsident a. D.
- Nico Raabe, Partner bei McKinsey & Company in Berlin und Leader des McKinsey Center for Government Europe.

### Kuratorium
Auf Vorschlag der Stifterin berief der Vorstand Freunde und Unterstützer in das ehrenamtliche Kuratorium, welches den Vorstand berät:
- Vorsitzender: Wolfgang Fürstner, ehemaliger Hauptgeschäftsführer des Verbandes Deutscher Zeitschriftenverleger
- Rowan Barnett, Mitglied bei Google.org – Europe, Middle East & Africa
- Hetty Berg, Direktorin des Jüdischen Museums Berlin
- Leeor Engländer, Managing Director bei Georg Baselitz
- Marianne Esser, Mediatorin
- Simone Graebner, Unternehmerin
- Christoph Herzog von Oldenburg, Director bei BIT Capital
- Tonio Kröger, Unternehmer
- Kai-Uwe Peter, Geschäftsführer des Berliner Sparkassenverbandes
- Ulrich Plett, Wirtschaftsprüfer
- Maximilian Pohn, Unternehmer
- Georg Friedrich Prinz von Preußen, Chef des Hauses Hohenzollern
- Max Raabe, Sänger
- Düzen Tekkal, Menschenrechtsaktivistin und Gründerin von HAWAR.help, GermanDream
- Kai Wegner, Regierender Bürgermeister von Berlin
- Martin Werthmann, Künstler
- Günter Ziegler, Präsident der Freien Universität Berlin

### Geschäftsführung
Als erste Geschäftsführerin bestellte der Vorstand 2024 die Stiftungs- und Kulturmanagerin Heike Catherina Mertens.